# Passenans
Passenans est une commune française située dans le département du Jura, dans la région culturelle et historique de Franche-Comté et la région administrative Bourgogne-Franche-Comté. Elle est située dans la région naturelle de basse montagne du Revermont.

## Géographie
La superficie est de 485 hectares dont un tiers est boisé et un tiers est cultivé en terre agricole dont 55 hectares en vigne (appellation d’origine contrôlée Côtes du Jura)

### Localisation
| Saint-Lamain |           | Saint-Lothain |
|              | Passenans | Miéry         |
|              | Frontenay |               |

### Climat
Pour des articles plus généraux, voir Climat de la Bourgogne-Franche-Comté et Climat du département du Jura.
En 2010, le climat de la commune est de type climat de montagne, selon une étude du Centre national de la recherche scientifique s'appuyant sur une série de données couvrant la période 1971-2000. En 2020, Météo-France publie une typologie des climats de la France métropolitaine dans laquelle la commune est exposée à un climat semi-continental et est dans la région climatique  Jura, caractérisée par une forte pluviométrie en toutes saisons (1 000 à 1 500 mm/an), des hivers rigoureux et un ensoleillement médiocre. 
Pour la période 1971-2000, la température annuelle moyenne est de 10,2 °C, avec une amplitude thermique annuelle de 17,2 °C. Le cumul annuel moyen de précipitations est de 1 338 mm, avec 13,5 jours de précipitations en janvier et 9,1 jours en juillet. Pour la période 1991-2020, la température moyenne annuelle observée sur la station météorologique de Météo-France la plus proche, « Le Fied_sapc », sur la commune du Fied à 8 km à vol d'oiseau, est de 9,8 °C et le cumul annuel moyen de précipitations est de 1 434,5 mm. 
La température maximale relevée sur cette station est de 37,3 °C, atteinte le 19 juillet 2022 ; la température minimale est de −28,4 °C, atteinte le 20 décembre 2009,,. 
Les paramètres climatiques de la commune ont été estimés pour le milieu du siècle (2041-2070) selon différents scénarios d'émission de gaz à effet de serre à partir des nouvelles projections climatiques de référence DRIAS-2020. Ils sont consultables sur un site dédié publié par Météo-France en novembre 2022.

## Urbanisme

### Typologie
Au 1er janvier 2024, Passenans est catégorisée commune rurale à habitat dispersé, selon la nouvelle grille communale de densité à sept niveaux définie par l'Insee en 2022.
Elle est située hors unité urbaine. Par ailleurs la commune fait partie de l'aire d'attraction de Lons-le-Saunier, dont elle est une commune de la couronne,. Cette aire, qui regroupe 139 communes, est catégorisée dans les aires de 50 000 à moins de 200 000 habitants,.

### Occupation des sols
L'occupation des sols de la commune, telle qu'elle ressort de la base de données européenne d’occupation biophysique des sols Corine Land Cover (CLC), est marquée par l'importance des territoires agricoles (48,2 % en 2018), en diminution par rapport à 1990 (56,5 %). La répartition détaillée en 2018 est la suivante : 
forêts (44 %), zones agricoles hétérogènes (25,8 %), cultures permanentes (11,7 %), prairies (10,7 %), zones urbanisées (7,8 %). L'évolution de l’occupation des sols de la commune et de ses infrastructures peut être observée sur les différentes représentations cartographiques du territoire : la carte de Cassini (XVIIIe siècle), la carte d'état-major (1820-1866) et les cartes ou photos aériennes de l'IGN pour la période actuelle (1950 à aujourd'hui).

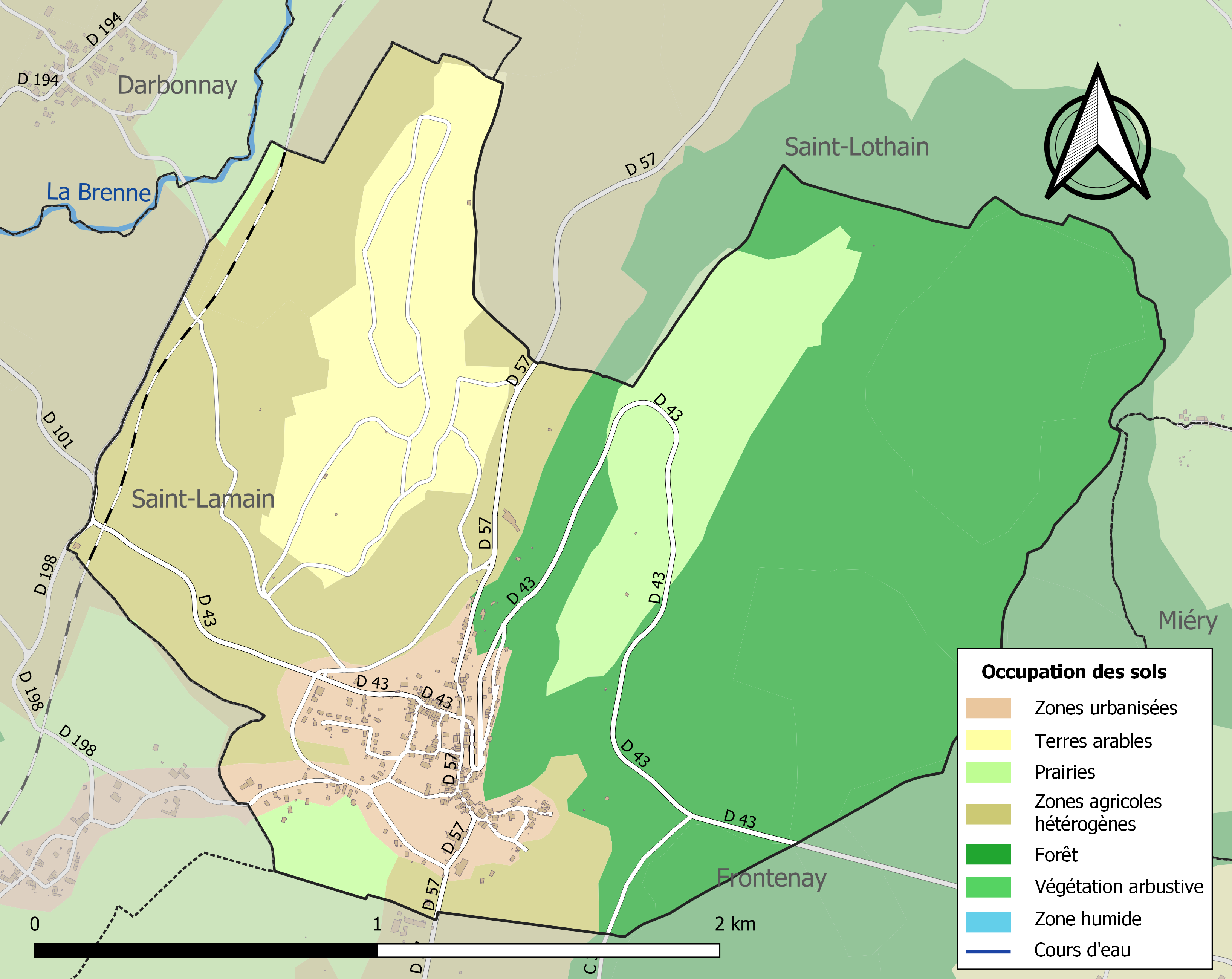
Carte des infrastructures et de l'occupation des sols de la commune en 2018 (CLC).

## Toponymie
L’origine de son nom vient du terme « nans » qui s’apparente à ruisseau, rivière, ou source. Ce terme est d’ailleurs répandu dans certains villages comme dans le Jura Les Nans, Chaussenans, ou dans le Doubs comme Nans-sous-Sainte-Anne ou encore comme dans le Var avec Nans-les-Pins. Donc on peut traduire Passenans par passage sur le nans.

## Histoire
Le premier écrit retrouvé mentionnant Passenans est de 1165, par lequel l’empereur Frédéric Barberousse confirme à l’abbaye de Château-Chalon la propriété du village.

## Politique et administration

### Tendances politiques et résultats

#### Élections Présidentielles
Le village de Passenans place en tête à l'issue du premier tour de l'élection présidentielle française de 2017, Emmanuel Macron (LaREM) avec 30,70 % des suffrages. Ainsi que lors du second tour, avec 80,30 %.

#### Élections Régionales
Le village de Passenans place la liste "Notre Région Par Cœur" menée par Marie-Guite Dufay, présidente sortante (PS) en tête, dès le 1er tour des élections régionales de 2021 en Bourgogne-Franche-Comté, avec 39,29 % des suffrages. Lors du second tour, les habitants décideront de placer de nouveau la liste de "Notre Région Par Cœur" menée par Marie-Guite Dufay, présidente sortante (PS) en tête, avec cette fois-ci, près de 60,83 % des suffrages. Loin devant les autres listes menées par Gilles Platret (LR) en seconde position avec 21,67 %, Denis Thuriot (LaREM), troisième avec 10,83 % et en dernière position celle de Julien Odoul (RN) avec 6.67 %. Il est important de souligner une abstention record lors de cette élection qui n'ont pas épargné le village de Passenans avec lors du premier tour 58,82 % d'abstention et au second, 54,58 %.

#### Élections Départementales
Le village de Passenans faisant partie du Canton de Bletterans place le binôme de Philippe Antoine (LaREM) et Danielle Brulebois (LaREM), en tête, dès le 1er tour des élections départementales de 2021 dans le Jura, avec 65,42 % des suffrages. Lors du second tour, les habitants décideront de placer de nouveau le binôme de Philippe Antoine (LaREM) et Danielle Brulebois (LaREM), en tête, avec cette fois-ci, près de 89,81 % des suffrages. Devant l'autre binôme menée par Josiane Hoellard (RN) et Michel Seuret (RN) qui obtient 10,19 %. Il est important de souligner une abstention record lors de cette élection qui n'ont pas épargné le village de Passenans avec lors du premier tour 58,82 % d'abstention et au second, 54,95 %.

### Liste des maires de Passenans
| Période   | Période   | Identité       | Étiquette | Qualité  |
| --------- | --------- | -------------- | --------- | -------- |
| mars 2001 | mars 2008 | Jean Lopez     |           |          |
| mars 2008 | mars 2014 | Michel Foray   |           |          |
| mars 2014 | 2020      | Denis Labre    | SE        | Retraité |
| 2020      | En cours  | Michel Trossat |           |          |

## Démographie
L'évolution du nombre d'habitants est connue à travers les recensements de la population effectués dans la commune depuis 1793. Pour les communes de moins de 10 000 habitants, une enquête de recensement portant sur toute la population est réalisée tous les cinq ans, les populations de référence des années intermédiaires étant quant à elles estimées par interpolation ou extrapolation. Pour la commune, le premier recensement exhaustif entrant dans le cadre du nouveau dispositif a été réalisé en 2004.

En 2022, la commune comptait 336 habitants, en évolution de −4 % par rapport à 2016 (Jura : −0,81 %, France hors Mayotte : +2,11 %).
| 1793 | 1800 | 1806 | 1821 | 1831 | 1836 | 1841 | 1846 | 1851 |
| ---- | ---- | ---- | ---- | ---- | ---- | ---- | ---- | ---- |
| 502  | 603  | 702  | 699  | 725  | 709  | 720  | 736  | 733  |

| 1856 | 1861 | 1866 | 1872 | 1876 | 1881 | 1886 | 1891 | 1896 |
| ---- | ---- | ---- | ---- | ---- | ---- | ---- | ---- | ---- |
| 674  | 771  | 756  | 774  | 791  | 730  | 680  | 640  | 625  |

| 1901 | 1906 | 1911 | 1921 | 1926 | 1931 | 1936 | 1946 | 1954 |
| ---- | ---- | ---- | ---- | ---- | ---- | ---- | ---- | ---- |
| 576  | 592  | 547  | 515  | 459  | 420  | 405  | 319  | 329  |

| 1962 | 1968 | 1975 | 1982 | 1990 | 1999 | 2004 | 2006 | 2009 |
| ---- | ---- | ---- | ---- | ---- | ---- | ---- | ---- | ---- |
| 335  | 324  | 329  | 305  | 281  | 296  | 300  | 292  | 331  |

| 2014 | 2019 | 2022 | - | - | - | - | - | - |
| ---- | ---- | ---- | - | - | - | - | - | - |
| 348  | 335  | 336  | - | - | - | - | - | - |

## Culture locale et patrimoine

### Lieux et monuments
- Église Saint-Étienne édifiée en 1836 dans un style néo-roman et recensée dans la base Mérimée[22].
- Chapelle du XVIe siècle recensée dans la base Mérimée[23]
- Plusieurs maisons traditionnelles avec pignon à redents, aussi dénommés « à pas de moineaux », recouverts de laves et munis d'une pierre dressée au sommet.
- Un lavoir couvert et plusieurs fontaines.

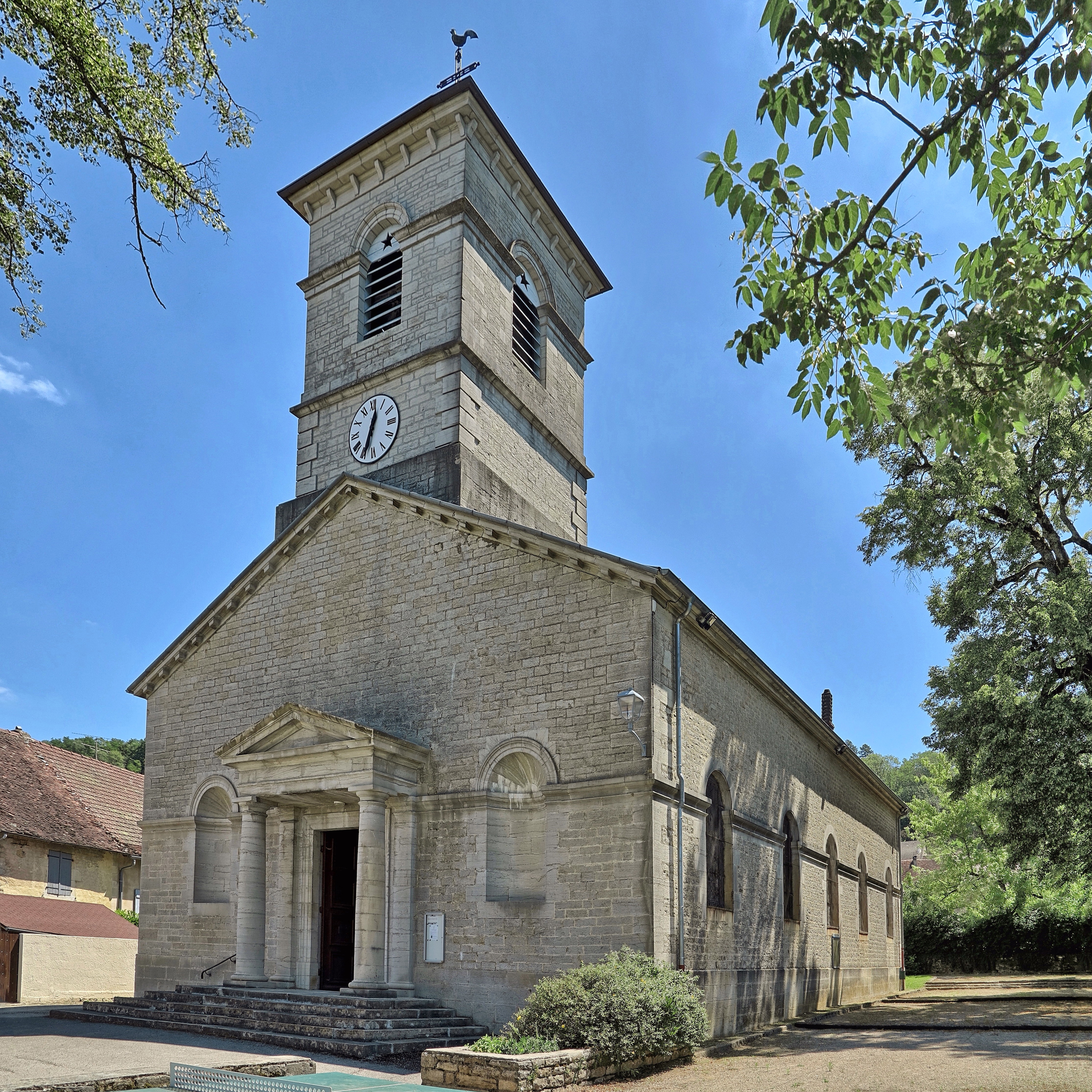
L'église de Passenans.
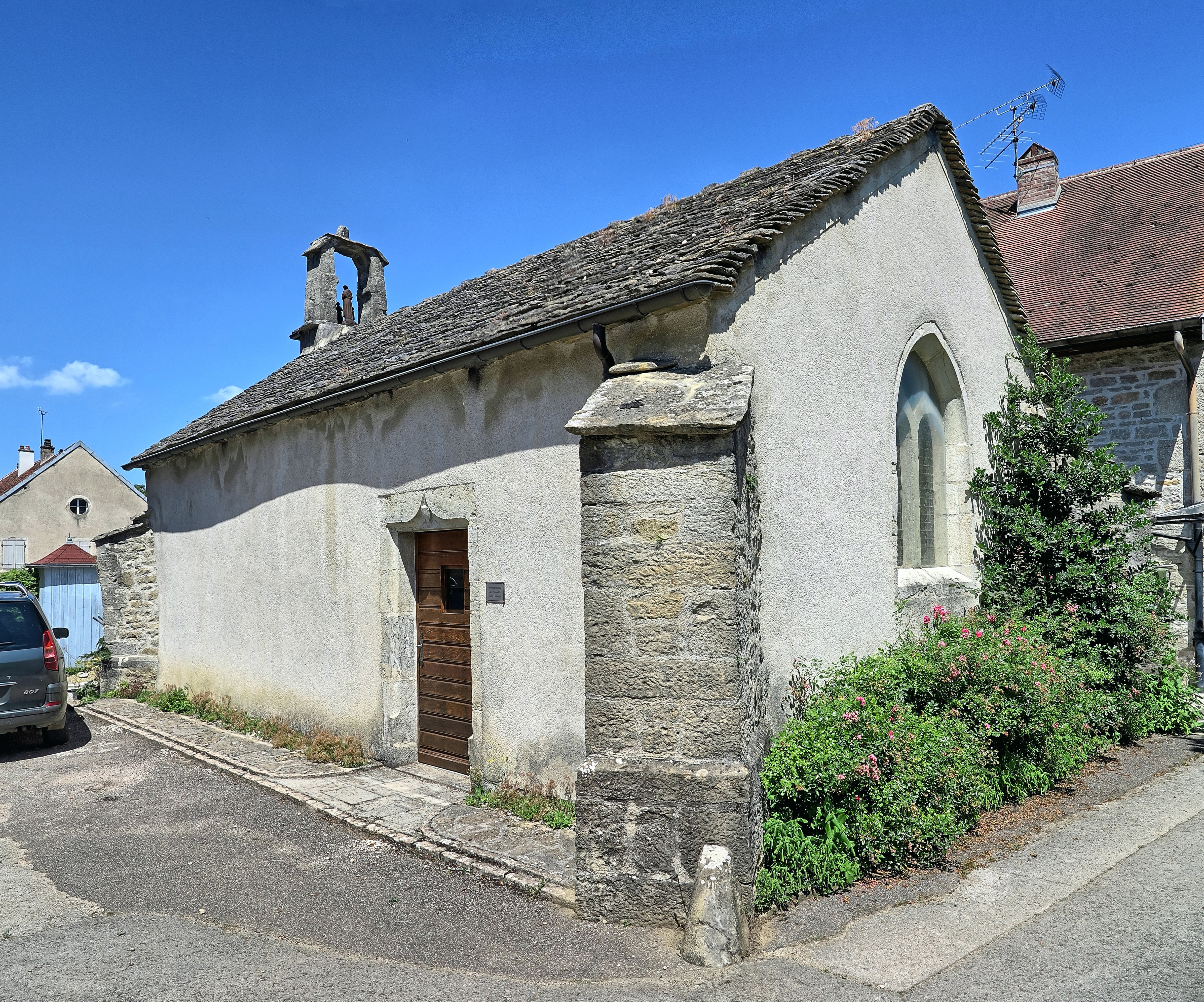
La chapelle.
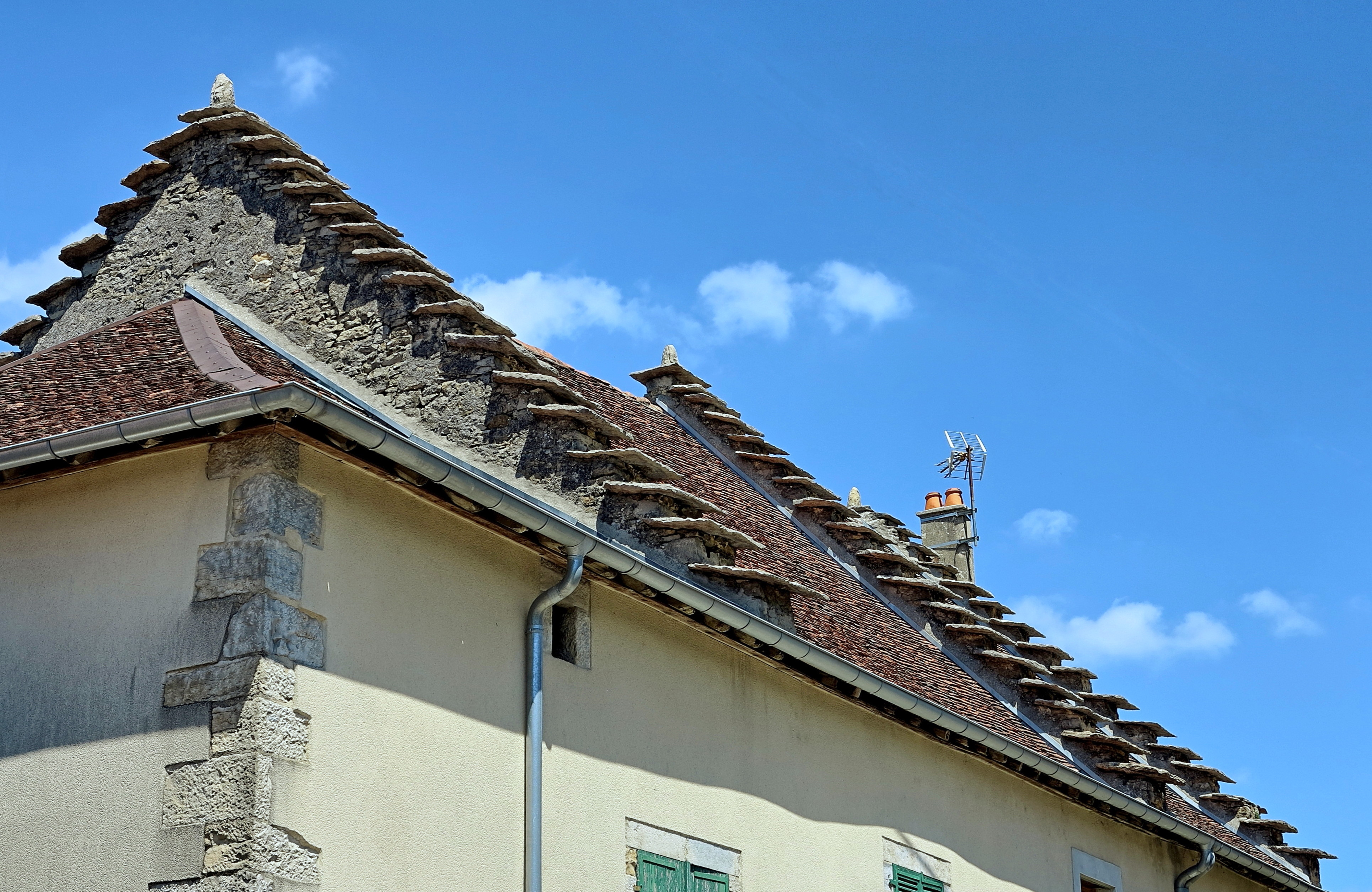
Toits avec pignons à redents rue de l'Asile.
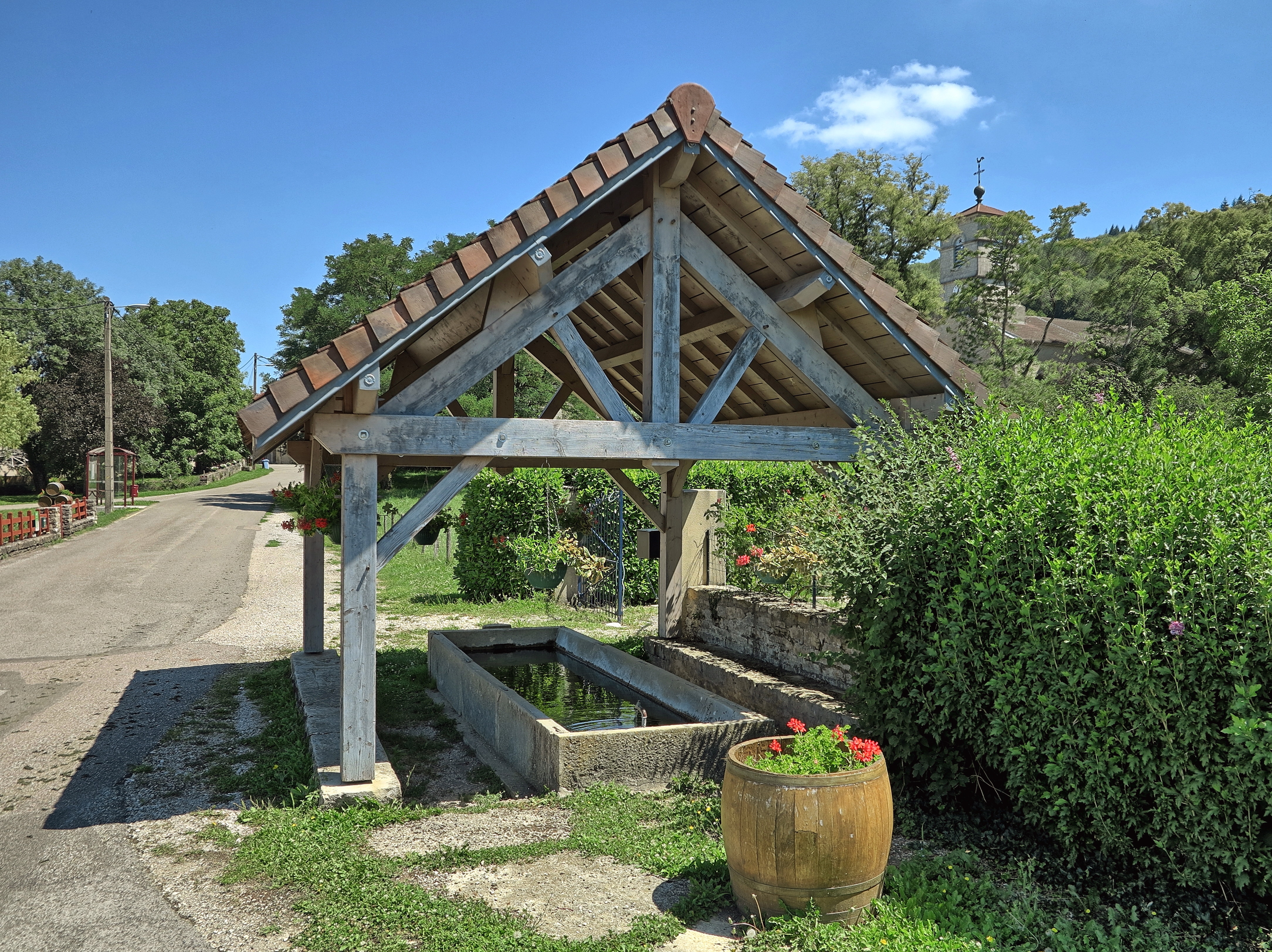
Le lavoir couvert.
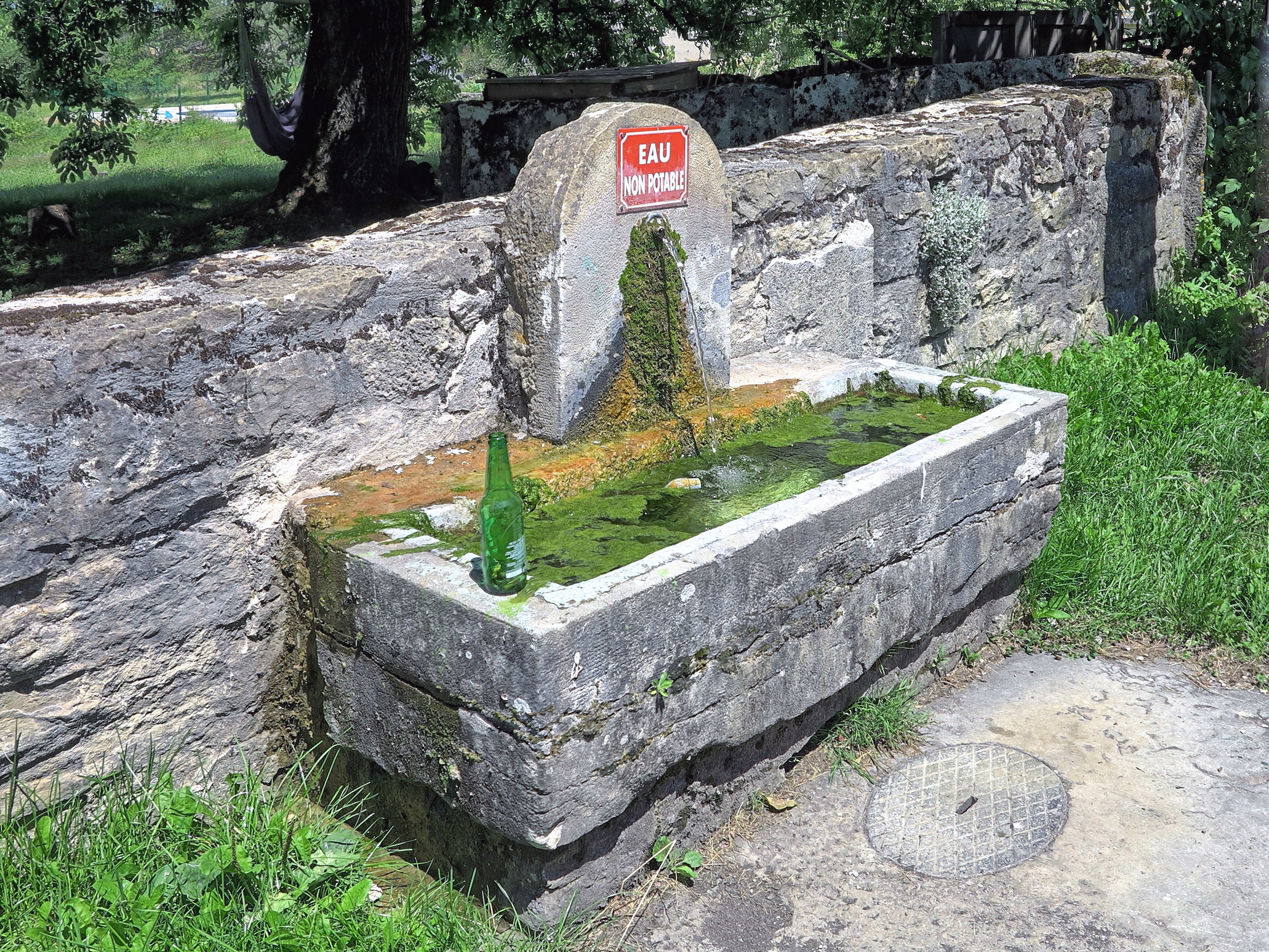
Une des fontaines.